# Aluísio Francisco da Luz
Aluísio Francisco da Luz (Cabedelo, 1 maart 1931 – Rio de Janeiro, 19 april 2020) was een Braziliaans profvoetballer, die beter beter bekend was onder zijn spelersnaam Índio. 

## Biografie
Índio begon zijn carrière bij Bangu en maakte in 1949 de overstap naar Flamengo. Hier begon hij met een vervanging van de grote Durval. Met de club won hij van 1953 tot 1955 drie keer op rij het Campeonato Carioca. Na een jaar bij Corinthians trok hij naar het Spaanse Español voor zes seizoenen. Hij beëindigde zijn carrière in 1965 bij America uit Rio de Janeiro. 
Hij speelde ook voor het nationale elftal en zat in de selectie die deelnam aan het WK 1954. Hierna werd hij pas in 1957 opnieuw ingezet tijdens het Zuid-Amerikaans kampioenschap, waar hij reservespeler was.